# Agence Télégraphique Suisse
Agence Télégraphique Suisse (ATS) er et schweizisk nyhedsbureau beliggende i Zürich.

## Ekstern henvisning
- Den officielle hjemmeside hos Agence Télégraphique Suisse (ATS) Arkiveret 10. oktober 2007 hos  Wayback Machine